# Harry Heilmann
Harry Edwin Heilmann, soprannominato "Slug" per la sua mancanza di velocità (San Francisco, 3 agosto 1894 – Southfield, 9 luglio 1951), è stato un giocatore di baseball statunitense che ha giocato nei ruoli di esterno e prima base nella Major League Baseball (MLB). È entrato nella National Baseball Hall of Fame nel 1952.

## Carriera
Heilmann giocò per 17 stagioni nella Major League Baseball con i Detroit Tigers (1914, 1916–1929) e i Cincinnati Reds (1930, 1932). In seguito fu il commentatore delle gare dei Tigers per 17 anni dal 1934 al 1950.

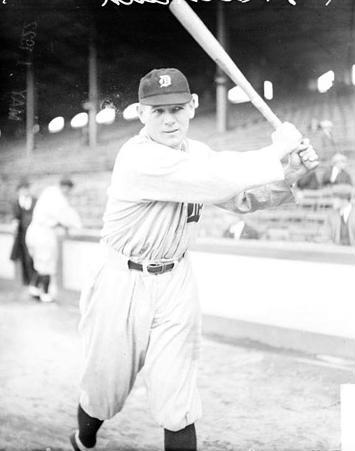
Heilmann nel 1914

Heilmann guidò per quattro volte l'American League in media battuta, nel 1921, 1923, 1925 e 1927, disputando 2.147 partite nella major league, 1.525 come esterno destro e 448 come prima base, chiudenda la carriera con una media in battuta di. 342, la 12ª più alta di tutti i tempi e la terza di sempre tra i battitori destri, dietro solo a Rogers Hornsby e Ed Delahanty. Al momento del suo ritiro nel 1932, Heilmann si trovava al sesto posto nella storia della MLB con 542 doppi e ottavo con 1.540 punti battuti a casa (RBI). Rimane uno dei soli cinque giocatori della storia dell'American League a battere con una media di. 400 in una stagione, riuscendovi nel 1923 quando terminò con. 403. Durante il picco della sua carriera, tra il 1921 e il 1927, Heilmann mantenne una media di. 380 in battuta, con. 452 come percentuale di arrivo in base, 116 RBI, 41 doppi, 11 tripli e 104 punti segnati per stagione.
Dopo il ritiro dal baseball, Heilmann condusse senza successo l'ufficio della tesoreria della città di Detroit e giocò come semiprofessionista nel 1933, prima di iniziare la carriera come commentatore radiofonico. Dal 1934 al 1941 lavorò per il Michigan Radio Network mentre dal 1942 al 1950 fu la voce esclusiva delle partite dei Tigers nello Stato. Heilmann morì di cancro al polmone nel luglio 1951. Sei mesi dopo fu introdotto postumamente nella Baseball Hall of Fame. Nel 1999, The Sporting News lo inserì al 54º posto nella classifica dei migliori cento giocatori di tutti i tempi.

## Palmarès
- Miglior battitore dell'American League: 1

1921, 1923, 1925, 1927